# Time Before Time
Time Before Time — серия комиксов, которую с 2021 года издаёт компания Image Comics.

## Синопсис
В 2140 году Оскар и Тацуо, работавшие на банду Синдикат, крадут одну из машин времени своего босса. Вскоре они разделяются, и Тацуо встречает Надю Уэллс, которой также нужна машина времени.

## Отзывы
На сайте-агрегаторе рецензий Comic Book Roundup, по состоянию на декабрь 2022 года, серия имеет оценку 8,5 из 10 на основе 63 отзывов. Генри Варона из Comic Book Resources сильными сторонами первого выпуска назвал атмосферу и персонажей. Логан Мур из ComicBook.com оценил дебют в 4 балла с половиной из 5 и похвалил художника с колористом. Ронни Горэм из AIPT поставил первому выпуску оценку 8 из 10 и написал, что «в разгар продолжающейся пандемии, когда бесчисленное количество людей столкнулись с финансовыми трудностями, потерями и неудачами, путешествие во времени куда-то ещё не кажется плохой идеей».